# Карыжский сельсовет
Карыжский сельсовет — сельское поселение в Глушковском районе Курской области Российской Федерации.
Административный центр — село Карыж.

## История
Статус и границы сельского поселения установлены Законом Курской области от 21 октября 2004 года № 48-ЗКО «О муниципальных образованиях Курской области».

## Население
| 2002 | 2010 | 2012 | 2013 | 2014 | 2015 | 2016 |
| ---- | ---- | ---- | ---- | ---- | ---- | ---- |
| 727  | ↘575 | ↘549 | ↘544 | ↗554 | ↘545 | ↘531 |
| 2017 | 2018 | 2019 | 2020 | 2021 |      |      |
| ↘513 | ↘501 | ↘483 | ↘466 | ↗508 |      |      |

## Состав сельского поселения
| № | Населённый пункт | Тип населённого пункта       | Население |
| - | ---------------- | ---------------------------- | --------- |
| 1 | Карыж            | село, административный центр | ↘575      |
| 2 | Отруба           | хутор                        | →0        |